# Heidekegelbij
De heidekegelbij (Coelioxys quadridentata) is een vliesvleugelig insect uit de familie Megachilidae. De wetenschappelijke naam van de soort is gepubliceerd in 1758 door Linnaeus in de tiende editie van Systema naturae.

## Kenmerken
De bijen bereiken een lichaamslengte van 10 tot 13 millimeter. Hun buik is donker en heeft een witte band aan het einde van elke tergiet, die in het midden smaller is dan aan de zijkanten. Er is een witte haarvlek aan elke kant van het eerste buiksegment. Het laatste segment van de thorax is sterk langwerpig en vernauwd bij vrouwen. De darren hebben zes doornen aan het uiteinde van het achterlijf.

## Voorkomen
De dieren zijn wijdverbreid en algemeen in Centraal-Europa, maar ze hebben een lage dichtheid van individuen en worden daarom niet vaak gezien. De soort wordt niet bedreigd. Je vindt ze van mei tot juli in open en zonnig terrein, vooral op zanderige plaatsen.